# Izvorovo (distrikt i Chaskovo)
Izvorovo (bulgariska: Изворово) är ett distrikt i Bulgarien.   Det ligger i kommunen Obsjtina Charmanli och regionen Chaskovo, i den centrala delen av landet, 250 km öster om huvudstaden Sofia.
Trakten runt Izvorovo består till största delen av jordbruksmark. Runt Izvorovo är det ganska glesbefolkat, med 34 invånare per kvadratkilometer.